# The Power to Believe
The Power to Believe er et album med gruppen King Crimson, udgivet i 2003 som en makker til det foregående minialbum Happy With What You Have to Be Happy With (2002). Selvom forgængeren The ConstruKction of Light fik yderst blandede anmeldelser, de fleste dårlige, fik dette album meget gode anmeldelser og opfattes af mange som en ny Larks' Tongues in Aspic, fordi musikken er hård rock, sine steder endda heavy metal.